# 2009
Rok 2009 (MMIX) gregoriánského kalendáře začal ve čtvrtek 1. ledna a skončil ve čtvrtek 31. prosince.

## Události

### Česko
- 1. ledna – Česká republika předsedala na půl roku do Evropské unie.
- 11. ledna – Začala vysílat TV Barrandov.
- 8. března – V restauraci Sokol v Petřvaldu zastřelil Makedonec Raif Kačar čtyři lidi a poté se pokusil o sebevraždu. Na následky zranění zemřel o čtyři dny později v ostravské nemocnici.
- 19. dubna – Ve městě Vítkov byl za použití několika zápalných lahví vypálen dům obydlený romskou rodinou. Při útoku bylo popáleno několik lidí včetně dvouleté holčičky, která utrpěla popáleniny na osmdesáti procentech těla. V srpnu téhož roku byli pravděpodobní pachatelé zatčeni.
- 8. května – Poslanecká sněmovna vyslovila nedůvěru vládě Mirka Topolánka. Na její místo byla jmenována úřednická vláda Jana Fischera.
- 27. května –  byl slavnostně odhalen Památník Operace Anthropoid, přesně v 10.35 hodin tj. 67 roků po provedení Operace Anthropoid. Slavnostního odhalení se zúčastnili zástupci radnice Prahy 8, Vojenského historického ústavu a pamětníci 2. světové války.
- 23.–29. června – Novojičínsko, Jesenicko a Jihočeský kraj postihla blesková povodeň.
- 10. září – Ústavní soud České republiky zrušil jednorázový ústavní zákon č. 195/2009 Sb o zkrácení volebního období Poslanecké sněmovny.
- 15. září – Předseda ČSSD Jiří Paroubek oznámil, že jeho strana nepodpoří hlasování o rozpuštění poslanecké sněmovny, čímž bylo znemožněno dohodnuté rozpuštění sněmovny podle právě novelizované ústavy za účelem konání předčasných voleb.
- 19. září – V Česku a dalších čtyřech evropských státech začala vysílat dětská stanice Disney Channel.
- 26.–28. září – Česko poprvé navštívil papež Benedikt XVI., který během návštěvy odsloužil mše v Brně a Staré Boleslavi.
- 3. listopadu – Český prezident Václav Klaus podepsal Lisabonskou smlouvu, která tak byla definitivně ratifikována všemi členskými státy Evropské unie. Prezident Klaus tak učinil poté, co Ústavní soud České republiky rozhodl, že tento dokument není v rozporu s českým ústavním pořádkem.
- 31. prosince – bylo zastaveno vydávání tištěné formy časopisu VTM Science. Časopis vycházel od roku 1947, asi nejpopulárnější byl v šedesátých až osmdesátých letech 20. století pod názvem Věda a technika mládeži.

### Svět
Probíhala Velká recese
- 1. ledna

Eurozóna v roce 2009

  - Česká republika se stala předsednickou zemí Rady Evropské unie.
  - Slovenská republika přijala společnou evropskou měnu euro.
  - Bývalé grónské okresy a kraje se sloučily kvůli státní reformě do čtyř grónských krajů – Qaasuitsup, Qeqqata, Sermersooq a Kujalleq
- 7. ledna – Kvůli rusko-ukrajinskému sporu o ceny plynu dočasně vypadly dodávky ruského plynu do střední a východní Evropy.
- 15. ledna – Americký pilot Chesley Sullenberger dokázal s letounem Airbus A320 (let US Airways 1549) šest minut po startu nouzově přistát na řece Hudson. Nehoda si nevyžádala žádné oběti na životech.
- 17. ledna – Na Slovensku přestala platit slovenská koruna.[1]
- 18. ledna – Skončila válka v Gaze.
- 20. ledna – Barack Obama se stal prvním afroamerickým prezidentem Spojených států amerických.
- 31. ledna – Novým somálským prezidentem byl zvolen Šarif Ahmed.
- 7. února – Začaly nejhorší požáry australské buše v historii země, zabily 173 lidí a zničily 7 500 domů.
- 4. března – Na súdánského prezidenta Umara al-Bašíra byl Mezinárodním trestním soudem vydán zatykač za válečné zločiny.
- 1. dubna – Albánie a Chorvatsko byly přijaty do NATO.
- 18. května – Skončila občanská válka mezi vládou Srí Lanky a separatistickou skupinou Tamilští tygři (začala 1984).
- 25. května – Severní Korea zkušebně odpálila druhou jadernou bombu.
- 1. června – Pád letadla společnosti Air France (let 447)
- 4.–7. června – Proběhly volby do Evropského parlamentu.
- 12. června – V Íránu se uskutečnily prezidentské volby, které vyhrál Mahmúd Ahmadínežád. Opozice zpochybnila výsledky voleb a následně v zemi propukly nepokoje.
- 1. července – Švédsko předsedá na půl roku do Evropské unie.
- 19. července – Na Jupiteru byla objevena impaktní skvrna po dopadu neznámého tělesa
- 7. srpna – Tajfun Morakot zasáhl Tchaj-wan a způsobil masivní sesuv při kterém zemřelo na 500 lidí.
- 10. srpna – Při výbuchu v hlubinném Dole Handlová na Slovensku zemřelo 11 báňských záchranářů a 9 horníků.
- 29. září – Zemětřesení poblíž ostrovů Samoa způsobilo vlnu tsunami, která zabila 189 lidí.
- 30. září – Zemětřesení na Sumatře zabíjí přes 1000 lidí.
- 2. října – V Irsku byla v opakovaném referendu většinou 67 % voličů schválena Lisabonská smlouva.
- 22. října – Byl vydán operační systém Windows 7 od společnosti Microsoft.
- 11. listopad – Španělský soudce Ismael Moreno přijal žalobu na pět bývalých čínských vysoce postavených funkcionářů – prezidenta Číny Ťiang Ce-mina, ředitele Úřadu 610 Luo Kana, ministra obchodu Po Si-laje, čtvrtého nejvýše postaveného člena KS Číny Ťia Čching-lina a Wu Kuan-čenga předsedu interního disciplinárního výboru za genocidu a mučení při pronásledování duchovní praxe Fa-lun-kung.
- 21. prosinec – Argentinský soudce Octavio Araoz de Lamadrid z Federálního soudu č. 9 vynesl rozsudek v historickém procesu s bývalým čínským prezidentem Ťiang Ce-minem a šéfem Úřadu 610 Luo Kanem za jejich zodpovědnost ve stále probíhajícím pronásledování milionů praktikujících duchovní disciplíny Fa-lun-kung a nařídil zadržení obou funkcionářů.

## Narození

### Česko
- 12. června – Nora Lubbadová, klavíristka
- 25. června – Viktor Stocker, akordeonista
- 10. listopadu – Sebastian Pöthe, herec

### Svět
- 1. ledna – Hind Zazaová, syrská stolní tenistka
- 5. února – Abhimanyu Mishra, americký šachista
- 15. dubna – Julia Butters, americká herečka
- 4. května – Henrik Dánský, hrabě z Monpezat, syn dánského prince Joachima

## Úmrtí

### Česko

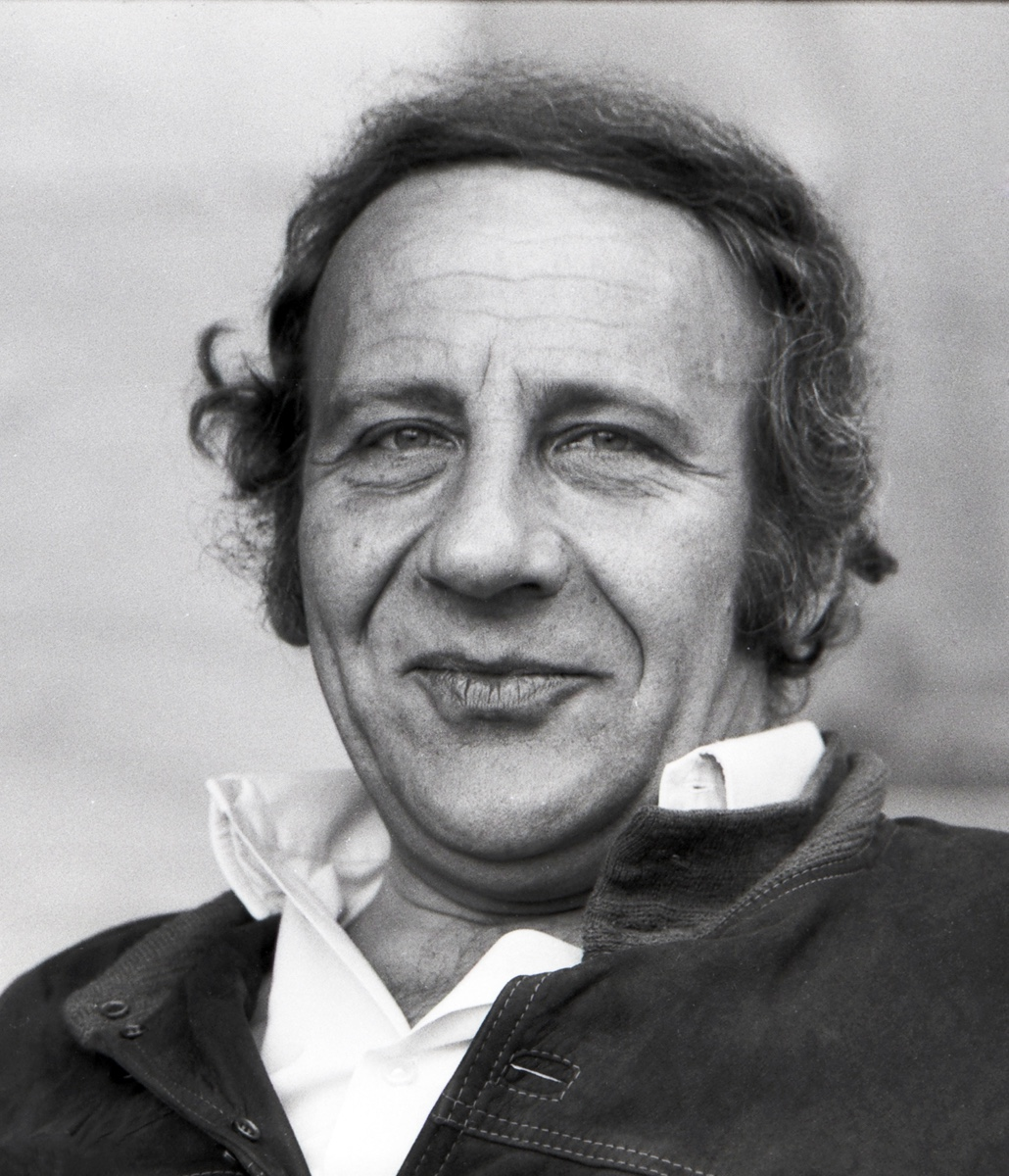
Miroslav Moravec († 29. března)

- 5. ledna – Jiří Šindelář, baskytarista a člen skupiny Katapult (* 3. ledna 1949)
- 9. ledna – Ludmila Forétková, herečka (* 8. května 1925)
- 14. ledna – Jan Kaplický, česko-britský architekt žijící ve Spojeném království (* 18. dubna 1937)
- 15. ledna – Jan Holinka, sochař a malíř (* 30. září 1938)
- 17. ledna – Kamil Zvelebil, indolog, tamilista a drávidista (* 17. listopadu 1927)
- 20. ledna – Přemysl Janíček, malíř a grafik (* 28. dubna 1925)
- 22. ledna – Emanuel Mandler, redaktor, novinář, historik, politolog, publicista a politik (* 2. srpna 1932)
- 27. ledna
  - Karel Míšek, tvůrce písma, typograf a pedagog (* 28. října 1915)
  - Anežka Ebertová, teoložka, duchovní Církve československé husitské (* 16. května 1923)
- 3. února – Jakub Blacký, bojovník proti nacismu a komunismu (* 10. září 1915)
- 4. února – Josef Smolík, evangelický teolog (* 27. března 1922)
- 5. února – Dana Vávrová, herečka a režisérka žijící v Německu (* 9. srpna 1967)
- 6. února
  - Vladimír Borecký, psycholog (* 6. prosince 1941)
  - Libuše Řídelová, herečka a pedagožka (* 1. března 1922)
- 7. února – Jarmila Skalková, pedagožka (* 21. ledna 1924)
- 11. února
  - Ladislav Bumba, politický vězeň komunistického režimu (* 13. června 1926)
  - Pavel Novák, zpěvák a skladatel (* 10. března 1944)
- 12. února – Josef Vaniš, kameraman a fotograf (* 6. ledna 1927)
- 14. února
  - Ilja Bojanovský, kameraman (* 20. ledna 1923)
  - Josef Vaniš, kameraman (* 6. ledna 1927)
- 16. února – Jan Winkler, právník, politik a diplomat (* 7. května 1957)
- 24. února – Svatopluk Havelka, hudební skladatel a hudební pedagog (* 2. května 1925)
- 25. února – Hana Bořkovcová, autorka próz pro děti a mládež (* 4. června 1927)
- 27. února
  - Jiří Veselý, germanista, literární historik, překladatel (* 30. května 1932)
  - Karel Káša Jahn, bubeník, zpěvák a skladatel (* 8. srpna 1949)
- 1. března – Petr Uruba, válečný veterán, pilot (* 15. prosince 1916)
- 3. března – Jan Vladislav, básník a překladatel (* 15. ledna 1923)
- 7. března – Václav Bedřich, animátor, scenárista a režisér (* 28. srpna 1918)
- 8. března – Emilie Strejčková, pedagožka a environmentalistka (* 1939)
- 11. března – Pavel Verner, novinář, spisovatel a dramatik (* 19. května 1947)
- 20. března – Jaroslav Pitner, trenér národního československého hokejového družstva (* 7. února 1926)
- 22. března – Bohumil Smejkal, houslista, dirigent, koncertní mistr a umělecký vedoucí Brněnského rozhlasového orchestru lidových nástrojů (* 1935)
- 24. března – Zdeněk Mařatka, lékař – gastroenterolog (* 27. června 1914)
- 29. března – Miroslav Moravec, dabér a herec (* 6. ledna 1939)
- 4. dubna – Josef Tejkl, divadelní režisér, herec, dramatik, scénograf (* 8. července 1952)
- 5. dubna – Herma Svozilová-Johnová, novinářka, spisovatelka a básnířka (* 29. srpna 1914)
- asi 9. dubna – Arnošt Pátek, zpěvák (* 5. března 1955)
- 12. dubna – Miroslav Doležal, herec (* 10. února 1919)
- 13. dubna
  - Abel Paz, španělský anarchista a historik (* 12. srpna 1921)
  - Karol Laco, slovenský politik, místopředseda vlády ČSSR (* 28. října 1921)
- 17. dubna – Jaroslav Hrbek, historik (* 26. října 1951)
- 19. dubna – Josef Hrbata, kněz, spisovatel, exercitátor (* 6. dubna 1924)
- 23. dubna – Vítězslav Eibl, keramik, sochař a pedagog (* 6. června 1928)
- 24. dubna – Ferdinand Höfer, knihkupec, archivář a katolický aktivista (* 5. března 1915)
- 27. dubna
  - Miroslav Filip, šachový velmistr a publicista (* 27. října 1928)
  - Jiří Hilmera, historik umění (* 26. března 1925)
- duben – Martin Minařík, horolezec (* 27. listopadu 1967)
- 2. května
  - Jaromír Bažant, hobojista, klavírista a hudební skladatel (* 8. srpna 1926)
  - Vladimír Poláček, katolický teolog, právník, kněz a vysokoškolský učitel (* 26. září 1925)
- 4. května
  - Vilém Stonawski, biskup luteránských církví v Česku (* 24. listopadu 1926)
  - Václav Cibula, novinář, překladatel, autor beletrie pro mládež a rozhlasových her (* 7. listopadu 1925)
- 9. května
  - Jan Machač, římskokatolický kněz (* 1. června 1915)
  - Věněk Šilhán, politik a ekonom (* 12. února 1927)
- 17. května – Milan Sojka, ekonom a vysokoškolský pedagog (* 23. března 1951)
- 20. května – Václav Vaško, diplomat, politický vězeň, katolický aktivista a spisovatel (* 26. dubna 1921)
- 30. května – Václav Mareš, herec (* 1. září 1940)
- 4. června – Pavel Brom, grafik, malíř a ilustrátor (* 8. května 1938)
- 14. června
  - Ludmila Eckertová, fyzička (* 6. července 1924)
  - Liselotte Teltscherová, rostlinná fyzioložka (* 18. listopadu 1921)
- 16. června – Antonie Hofmanová, katechetka, členka sekulárního františkánského řádu, katolická disidentka a politická vězeňkyně (* 13. června 1923)
- 24. června – Rudolf Rohlíček, ministr financí Československa (* 14. července 1929)
- 26. června – Marie Buzková, od prosince 2008 nejstarší obyvatelka Česka (* 17. října 1902)
- 30. června – Jaromír Fajkus, malíř (* 25. března 1924)
- 2. července – Vlastimil Šik, malíř a výtvarný pedagog (* 1. dubna 1954)
- 3. července – Josef Adamík, hudební skladatel (* 29. června 1947)
- 6. července – Josef Lamka, výtvarník, scenárista, režisér a animátor (* 12. listopadu 1931)
- 11. července – Josef Olejník, katolický kněz, hudebník, pedagog a skladatel (* 1. července 1914)
- 28. července – Josef Lesák, politik a studentský vůdce v roce 1948 (* 21. října 1920)
- 5. srpna – Pavel Háša, divadelní, filmový, televizní scenárista a režisér (* 1. června 1929)
- 6. srpna – Jaromír Pleskot, filmový a divadelní režisér (* 11. února 1922)
- 8. srpna – Ludmila Brynychová, členka Nejvyššího kontrolního úřadu (* 27. listopadu 1952)
- 15. srpna – Běla Jurdová, herečka (* 5. října 1919)
- 16. srpna – Josef Balvín, dramaturg a překladatel z němčiny (* 13. prosince 1923)
- 17. srpna – Karel Brož, volejbalový reprezentant, mistr světa a dvojnásobný mistr Evropy (* 6. prosince 1925)
- 18. srpna – Milan Slavický, hudební skladatel, hudební vědec a pedagog (* 7. května 1947)
- 19. srpna – Josef Chuchro, violoncellista a pedagog (* 3. července 1931)
- 22. srpna – Jan Kuklík, historik (* 23. června 1940)
- 27. srpna – Jakub Čermín, politický vězeň a předseda Českého svazu bojovníků (* 2. května 1917)
- 28. srpna – Otto Janka, skaut, spisovatel, scenárista a publicista (* 4. února 1930)
- 4. září – Jan Burka, malíř, grafik, sochař a básník (* 14. června 1924)
- 6. září – Jiří Samek, herec (* 20. července 1931)
- 11. září – Jim Carroll, americký básník a hudebník (* 1. srpna 1949)
- 17. září – Vladimír Kostka, hokejový trenér (* 20. srpna 1922)
- 20. září – Miloš Smetana, scenárista a dramaturg (* 1. března 1932)
- 22. září – Antonín Huvar, kněz, pedagog a spisovatel (* 23. července 1922)
- 23. září – Jaroslav Pleskot, literární historik a kritik (* 30. března 1924)
- 24. září – Ljuba Štíplová, scenáristka, spisovatelka, autorka knížek pro děti, spoluautorka komiksu Čtyřlístek (* 30. dubna 1930)
- 2. října
  - Karel Bedřich Absolon, chirurg (* 21. března 1926)
  - Ludmila Píchová, herečka (* 24. dubna 1923)
- 5. října – Ivan Poledňák, hudební vědec a publicista (* 31. prosince 1931)
- 12. října – Michael Špaček (motocyklový závodník), motokrosový jezdec (* 2. března 1991)
- 14. října – Otakar Černý, válečný letec, příslušník československého protinacistického odboje (* 28. listopadu 1919)
- 19. října – Vladimír Klokočka, právník a vysokoškolský pedagog (* 23. dubna 1929)
- 26. října
  - Jaroslav Andrejs, hudební skladatel a sbormistr (* 6. dubna 1919)
  - Miloslav Švandrlík, spisovatel a humorista (* 10. srpna 1932)
- 30. října
  - Josef Karlík, herec (* 19. března 1928)
  - František Veselý, fotbalista (* 7. prosince 1943)
- 1. listopadu – Miroslav Ulmann, urbanista a malíř (* 6. prosince 1929)
- 5. listopadu – Stella Májová, herečka a zpěvačka (* 19. července 1923)
- 6. listopadu – Otomar Krejča, herec a divadelní režisér (* 23. listopadu 1921)
- 11. listopadu – Jiří Holý, herec, scénograf a výtvarník (* 27. listopadu 1922)
- 14. listopadu
  - Jan Reich, fotograf (* 21. května 1942)
  - Ladislav Sitenský, fotograf (* 7. srpna 1919)
- 19. listopadu – Ctirad Kučera, jazykovědec a překladatel (* 14. listopadu 1931)
- 21. listopadu – Vojtěch Cepl, právník a vysokoškolský pedagog (* 16. února 1938)
- 22. listopadu – Jaromír Hořec, básník, spisovatel, novinář a publicista (* 18. prosince 1921)
- 26. listopadu – Radomír Luža, česko-americký historik a politik (* 17. října 1922)
- 30. listopadu – Helena Lisická, etnografka a spisovatelka (* 26. listopadu 1930)
- 3. prosince – Jan Jelínek, evangelický kněz a zachránce pronásledovaných (* 1912)
- 4. prosince – Zdeněk Ceplecha, astronom (* 27. ledna 1929)
- 12. prosince – Norbert Auerbach, česko-americký filmový producent (* 4. listopadu 1922)
- 15. prosince – Milena Müllerová, sportovní gymnastka, olympijská vítězka (* 9. června 1923)
- 22. prosince – Milena Dvorská, herečka (* 7. září 1938)
- 23. prosince – Ivan Saxl, matematik a fyzik (* 19. července 1936)
- 26. prosince – Jaroslav Moučka, herec (* 9. listopadu 1923)
- neznámé datum
  - Vlastimil Šik, malíř (* 1. dubna 1954)
  - Bohumil Sucharda, ministr financí Československa (* 20. dubna 1914)
  - Jiří Čihař, zoolog, spisovatel, fotograf a překladatel (* 21. října 1930)

### Svět
- 1. ledna

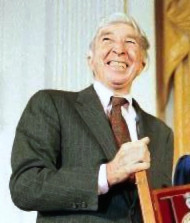
John Updike († 27. ledna)

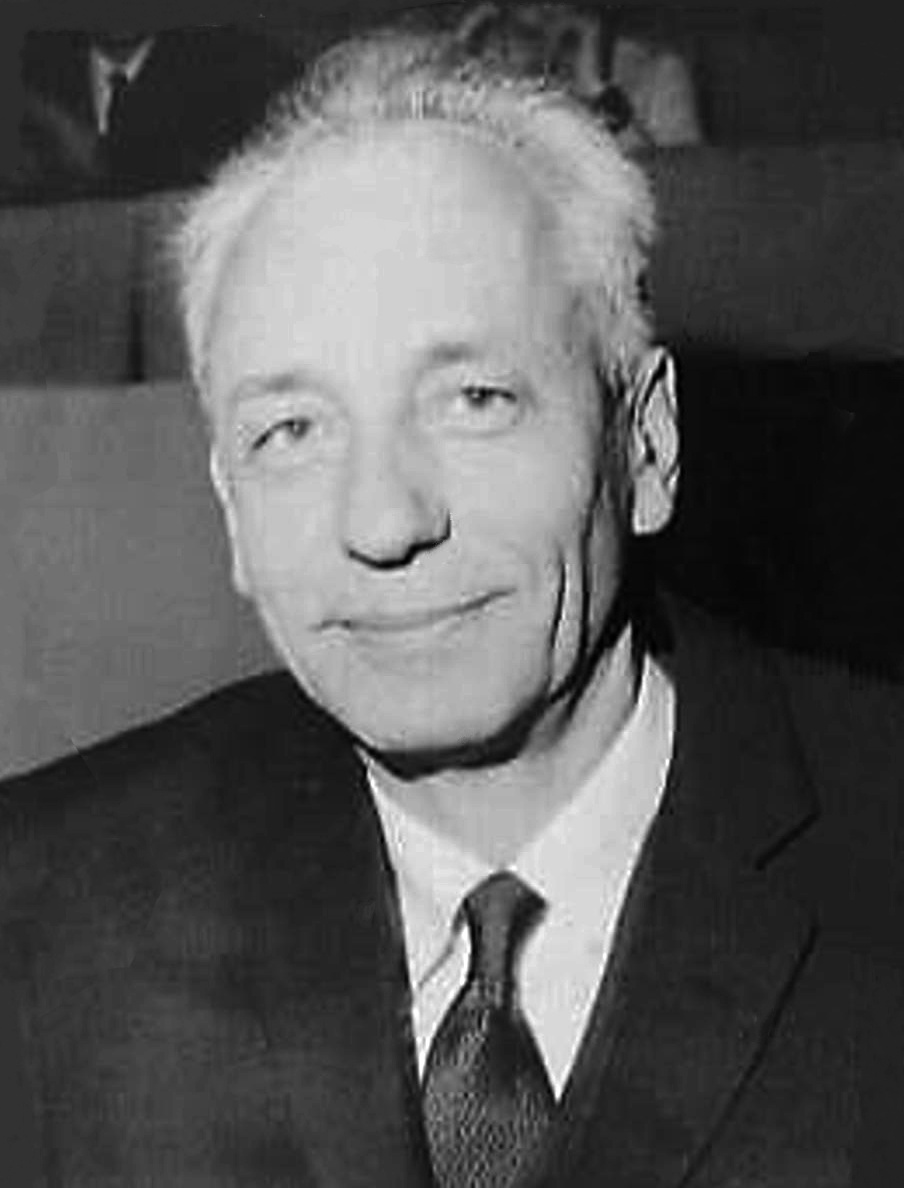
Jean Dausset († 6. června)

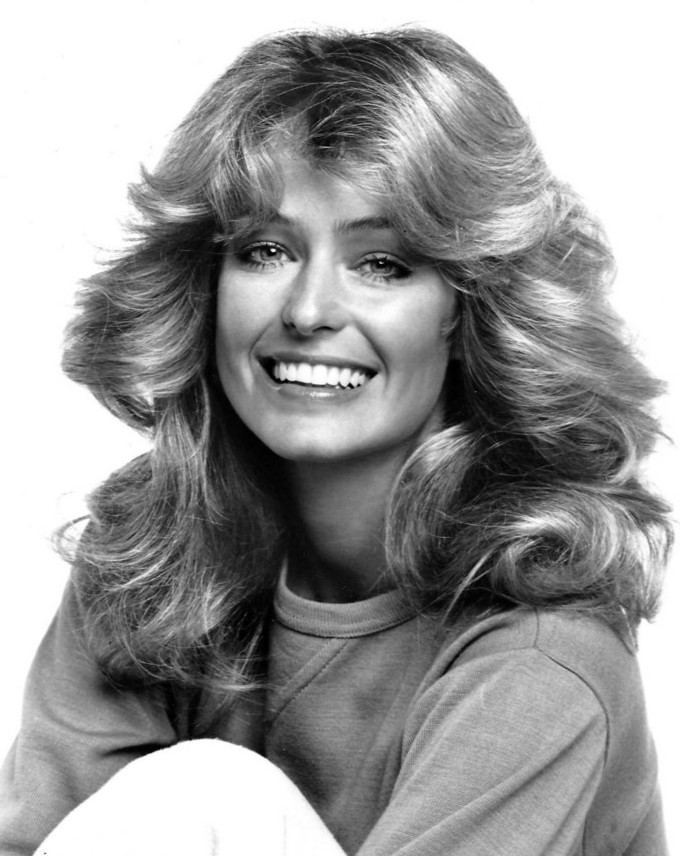
Farrah Fawcett († 25. června)

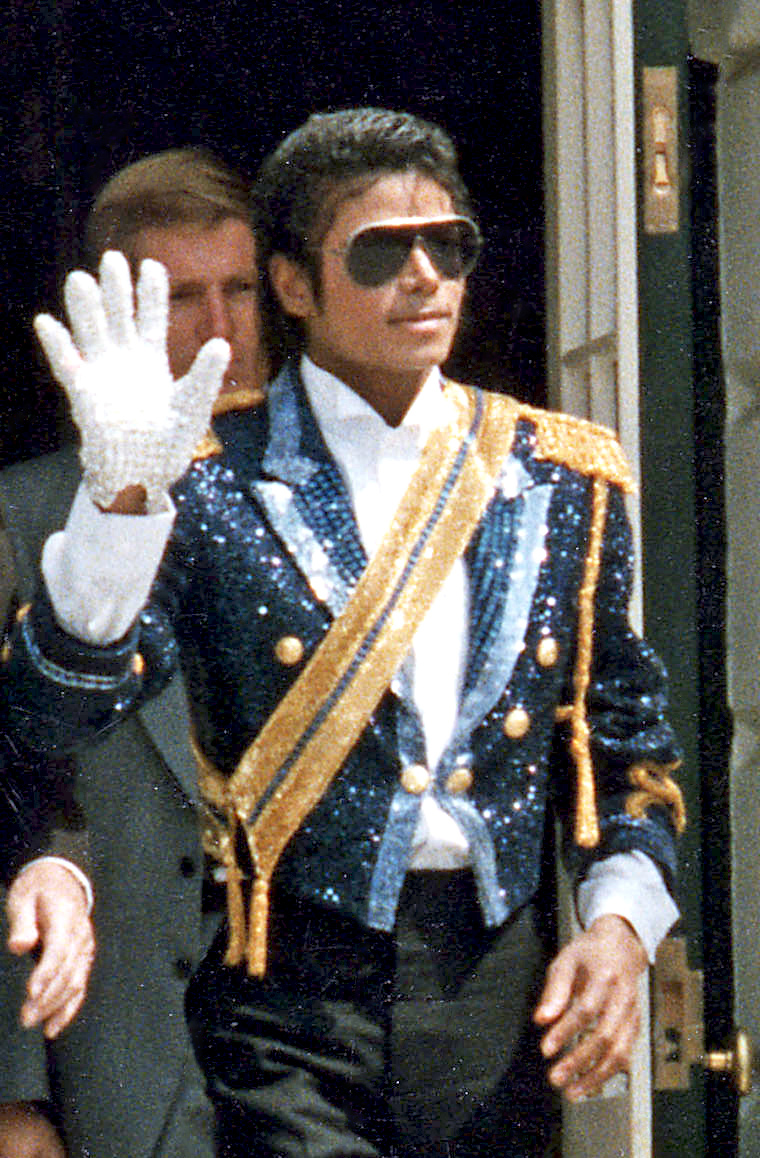
Michael Jackson († 25. června)

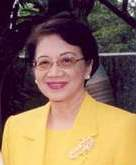
Corazon Aquinová († 1. srpna)

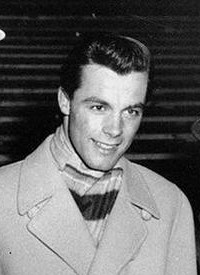
Toni Sailer († 24. srpna)

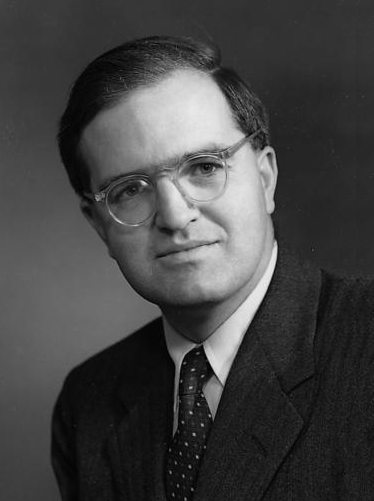
Aage Niels Bohr († 8. září)

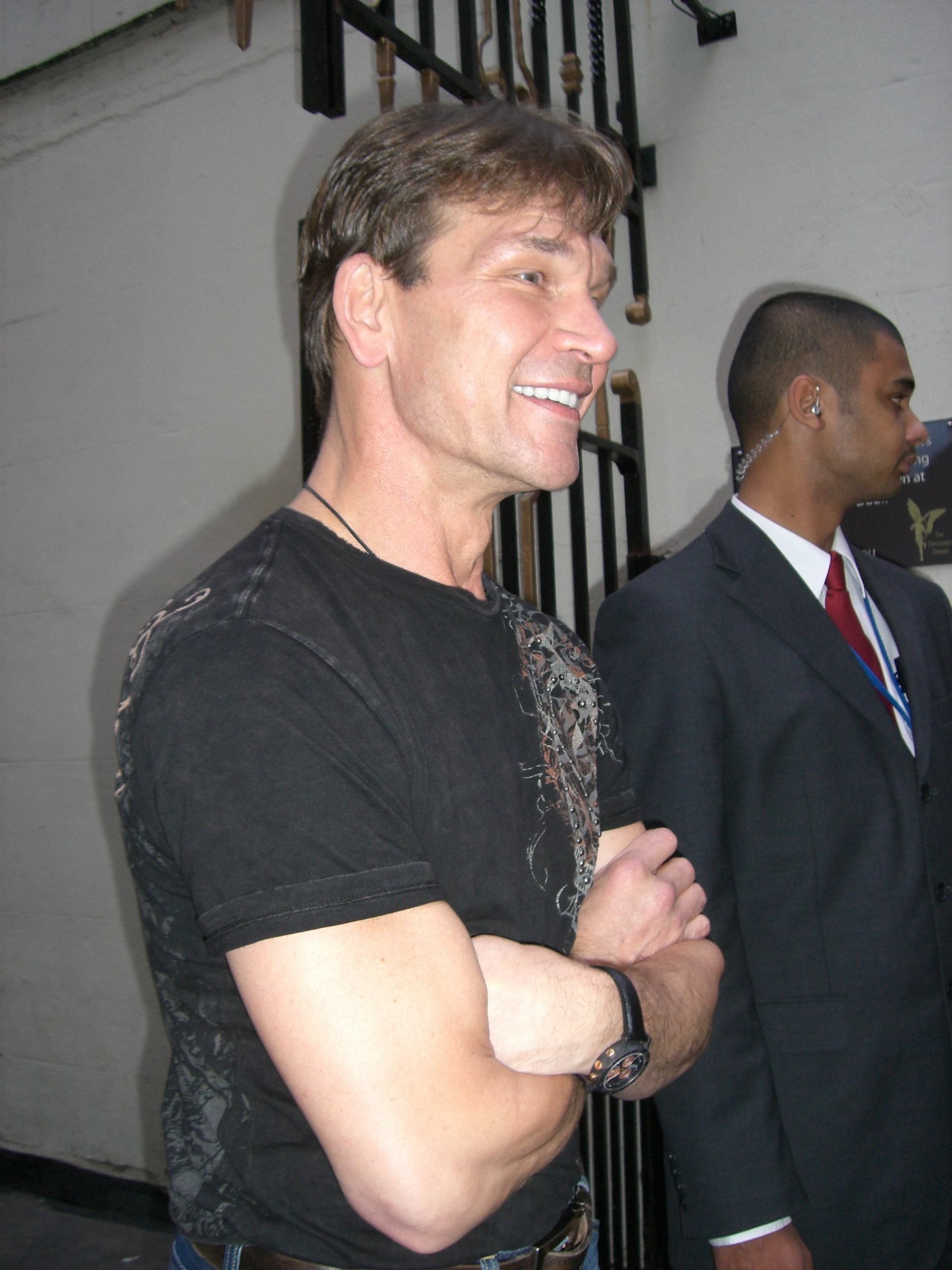
Patrick Swayze († 14. září)

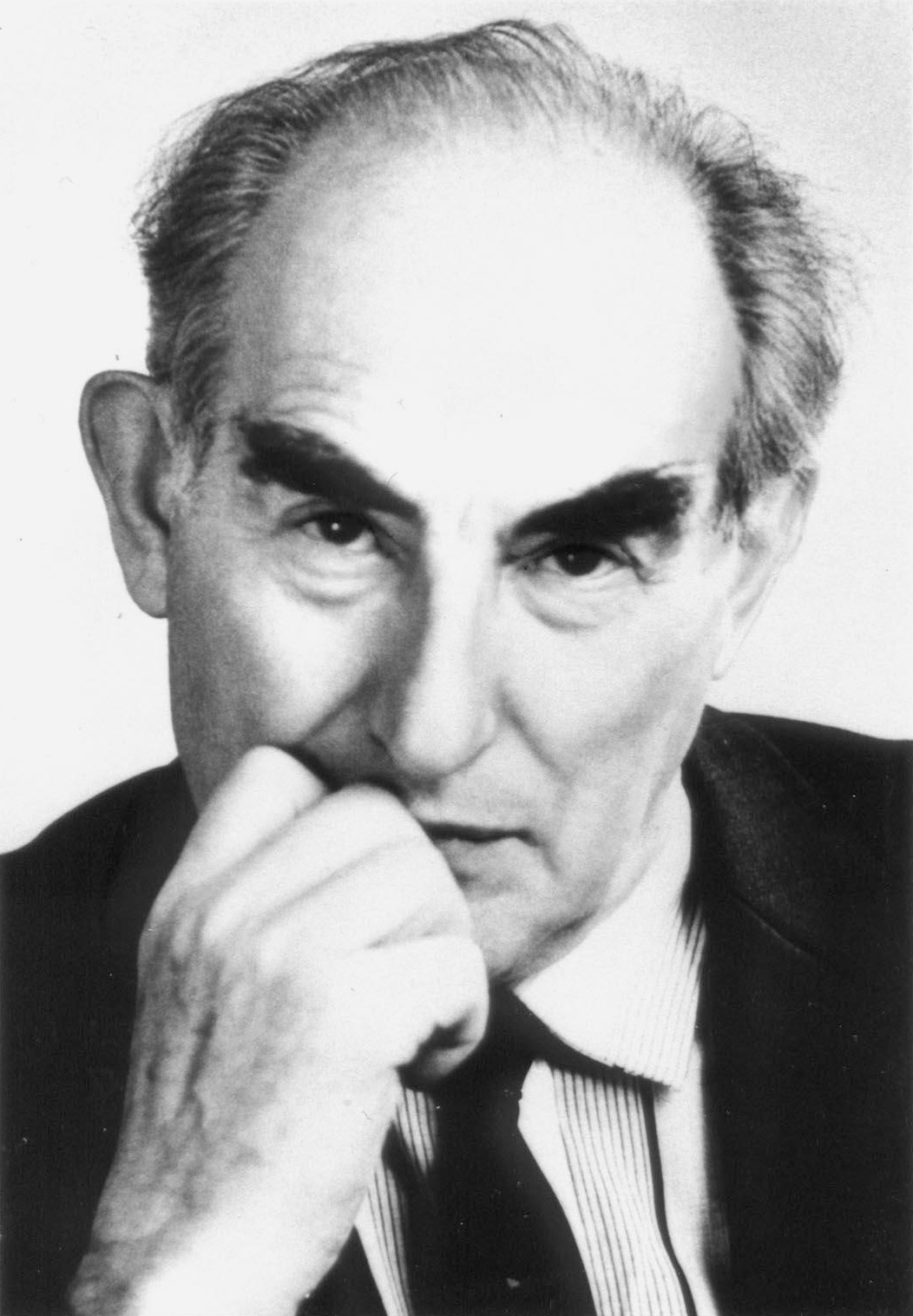
Vitalij Ginzburg († 8. listopadu)

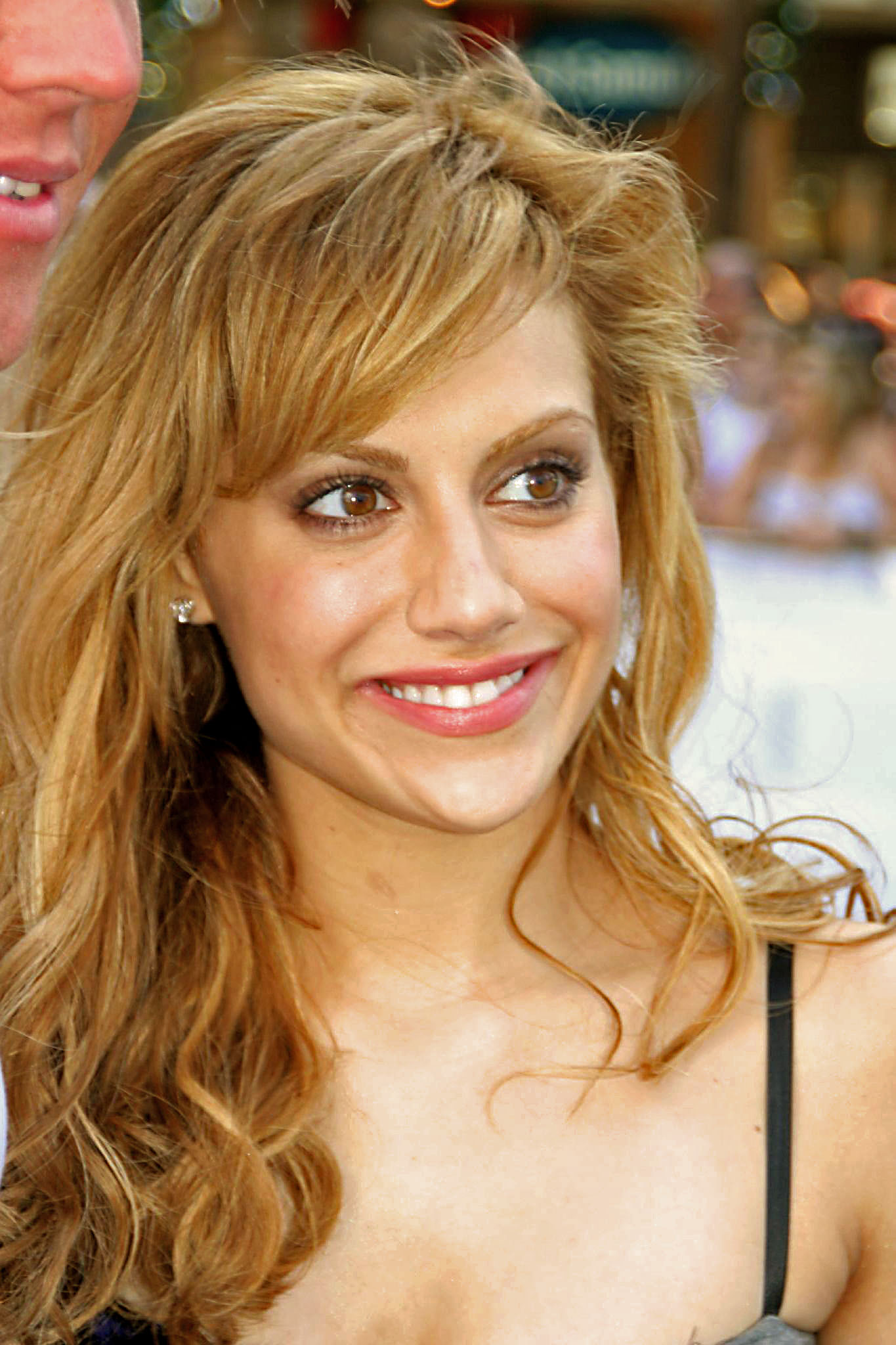
Brittany Murphyová († 20. prosince)

  - Ron Asheton, americký rockový kytarista (* 17. července 1948)
  - Johannes Mario Simmel, rakouský spisovatel (* 7. dubna 1924)
- 2. ledna – Anatolij Markovič Gurevič, ruský špion (* 7. listopadu 1913)
- 4. ledna – Lei Clijsters, belgický fotbalista (* 9. listopadu 1956)
- 5. ledna – Adolf Merckle, německý miliardář (* 18. března 1934)
- 6. ledna – Ron Asheton, americký kytarista, člen skupiny The Stooges (* 7. července 1948)
- 7. ledna – Jayne Soliman, britská krasobruslařka (* 1968)
- 8. ledna
  - Ziemowit Fedecki, polský slavista a překladatel (* 24. září 1923)
  - Richard John Neuhaus, americký duchovní, spisovatel a novinář (* 14. května 1936)
- 9. ledna – T. Llew Jones, velšský spisovatel dětských knih (* 11. října 1915)
- 10. ledna
  - Eluned Phillips, velšská básnířka (* 27. října 1914)
  - Sidney Wood, americký tenista (* 1. listopadu 1911)
- 11. ledna
  - Pio Laghi, italský kardinál a vatikánský diplomat (* 21. května 1922)
  - Milan Rúfus, slovenský básník, literární historik, překladatel a esejista. (* 10. prosince 1928)
- 12. ledna
  - Claude Berri, francouzský filmový režisér, herec, scenárista a producent (* 1. července 1934)
  - Arne Næss, norský filozof (* 27. ledna 1912)
- 14. ledna
  - Dušan Džamonja, makedonský sochař (* 31. ledna 1928)
  - Ricardo Montalbán, mexicko-americký herec (* 25. listopadu 1920)
- 16. ledna – Andrew Wyeth, americký malíř (* 12. července 1917)
- 20. ledna – Stéphanos II. Ghattas, koptský katolický kardinál (* 16. ledna 1920)
- 23. ledna – Jozef Kuchár, slovenský herec a operní pěvec (* 15. září 1928)
- 27. ledna – John Updike, americký spisovatel (* 18. března 1932)
- 28. ledna
  - Billy Powell, americký hudebník (* 3. června 1952)
  - Glenn Davis, americký atlet, běžec, trojnásobný olympijský vítěz (* 12. září 1934)
- 29. ledna – Hank Crawford, americký altsaxofonista (* 21. prosince 1934)
- 31. ledna – Dewey Martin, kanadský rockový bubeník (* 30. září 1940)
- 3. února – Michael Dubruiel, americký katolický bloger, novinář a spisovatel (* 16. listopadu 1958)
- 5. února – Frederiek Nolf, belgický cyklista (* 10. února 1987)
- 9. února – Orlando „Cachaíto“ López, kubánský jazzový kontrabasista (* 2. února 1933)
- 10. února – Jeremy Lusk, americký freestylový motokrosový jezdec (* 26. listopadu 1984)
- 11. února
  - Hajo Banzhaf, německý filozof, astrolog a spisovatel (* 15. května 1949)
  - Albert Barillé, francouzský filmový producent a scenárista (* 14. února 1921)
- 14. února – Louie Bellson, americký jazzový bubeník a skladatel (* 6. července 1924)
- 15. února – Stephen Kim Sou-hwan, arcibiskup Soulu, kardinál (* 8. května 1922)
- 18. února
  - Snooks Eaglin, americký bluesový kytarista a zpěvák (* 21. ledna 1936)
  - Kamila Skolimowska, polská atletka, olympijská vítězka v hodu kladivem (* 4. listopadu 1982)
- 20. února – Šraga Weil, izraelský výtvarný umělec (* 24. září 1918)
- 21. února – Ilja Pjatěckij-Šapiro, rusko-izraelský matematik (* 30. března 1929)
- 22. února – Howard Zieff, americký fotograf a filmový režisér (* 21. října 1927)
- 23. února – Sverre Fehn, norský architekt (* 14. srpna 1924)
- 25. února – Ian Carr, britský trumpetista a hudební skladatel (* 21. dubna 1933)
- 1. března – Ken Henry, americký rychlobruslař, olympijský vítěz (* 7. ledna 1929)
- 5. března – Ľudovít Štrompach, slovenský malíř a restaurátor (* 23. června 1923)
- 8. března – Zbigniew Religa, polský ministr zdravotnictví (* 16. prosince 1938)
- 17. března – Clodovil Hernandes, brazilský módní návrhář, televizní moderátor a politik (* 17. června 1937)
- 18. března – Natasha Richardson, anglická herečka (* 11. května 1963)
- 19. března – Gertrud Fussenegger, rakouská spisovatelka (* 8. května 1912)
- 20. března – Mel Brown, americký bluesový zpěvák a kytarista (* 7. října 1939)
- 23. března – Ronald Tavel, americký režisér, scenárista, dramatik a herec (* 17. května 1936)
- 24. března
  - Uriel Jones, americký bubeník (* 13. června 1934)
  - Igor Stělnov, ruský hokejista (* 12. února 1963)
- 25. března – Jukio Endó, japonský gymnasta, několikanásobný olympijský vítěz (* 18. ledna 1937)
- 26. března – John Mayhew, bubeník progresivní rockové skupiny Genesis (* 27. března 1947)
- 28. března – Maurice Jarre, francouzský skladatel filmové hudby (* 13. září 1924)
- 29. března – Helen Levitt, americká fotografka (* 31. srpna 1913)
- 31. března – Raúl Alfonsín, argentinský prezident (* 12. března 1927)
- 1. dubna – Umberto Betti, italský kardinál (* 7. března 1922)
- 2. dubna
  - Bud Shank, americký altsaxofonista a flétnista (* 27. května 1926)
  - František Oldřich Kinský, člen rodu Kinských žijící v Argentině (* 7. října 1936)
  - Andrew Steiner, československý a později americký architekt (* 22. srpna 1908)
- 6. dubna – Mari Trini, španělská zpěvačka (* 12. července 1947)
- 7. dubna
  - Jack Wrangler, americký pornoherec a režizér (* 11. července 1946)
  - Stanley Jaki, benediktinský mnich, historik vědy a profesor fyziky maďarského původu (* 17. srpna 1924)
- 13. dubna – Abel Paz, španělský anarchista, bojovník a historik (* 12. srpna 1921)
- 14. dubna – Maurice Druon, francouzský spisovatel a politik (* 23. dubna 1918)
- 15. dubna – Clement Freud, politik a spisovatel knih pro děti (* 24. dubna 1924)
- 16. dubna – Jozef Heriban, slovenský kněz, polyglot, biblista, náboženský spisovatel, misionář (* 7. května 1925)
- 19. dubna – James Graham Ballard, britský spisovatel (* 15. listopadu 1930)
- 21. dubna – Vivian Maierová, americká umělecká fotografka (* 1. února 1926)
- 22. dubna – Jack Cardiff, britský herec, kameraman a režisér (* 18. září 1914)
- 1. května – Július Vašek, slovenský herec (* 29. prosince 1926)
- 9. května
  - Eta Linnemannová, německá profesorka teologie (* 19. října 1926)
  - Chuck Daly, americký basketbalový trenér (* 20. července 1930)
- 10. května – James Kirkup, anglický básník a překladatel (* 23. dubna 1918)
- 14. května – Buddy Montgomery, americký jazzový klavírista, vibrafonista a skladatel (* 30. ledna 1930)
- 16. května – Mordechaj Limon, izraelský voják, čtvrtý velitel Izraelského vojenského námořnictva (* 3. ledna 1924)
- 17. května – Mario Benedetti, uruguayský novinář a spisovatel (* 14. září 1920)
- 19. května – Robert F. Furchgott, americký biochemik, nositel Nobelovy ceny (* 4. června 1916)
- 23. května
  - Ro Mu-hjon, jihokorejský prezident (* 6. srpna 1946)
  - Barbara Rudnik, německá herečka (* 27. července 1958)
- 27. května – Clive W. J. Granger, britský ekonom, nositel Nobelovy ceny za ekonomii (* 4. září 1934)
- 29. května – Karine Rubyová, francouzská snowboardistka, olympijská vítězka a šestinásobná mistryně světa (* 1. dubna 1978)
- 30. května
  - Džafar Nimeiry, súdánský prezident (* 1. ledna 1930)
  - Efrajim Kacir, izraelský prezident a biofyzik (* 16. května 1916)
  - Waldemar Matuška, zpěvák, kytarista, banjista a herec (* 2. července 1932)
- 31. května – Millvina Dean, poslední žijící osoba, která se plavila na lodi Titanic a zároveň nejmladší pasažérka na Titanicu (* 2. února 1912)
- 2. června – David Eddings, americký spisovatel fantasy literatury (* 7. července 1931)
- 3. června
  - David Carradine, americký herec (* 8. prosince 1936)
  - Koko Taylor, americká bluesová zpěvačka (* 28. září 1928)
- 5. června – Peter L. Bernstein, americký finanční historik, ekonom a pedagog (* 22. ledna 1919)
- 6. června – Jean Dausset, francouzský lékař a imunolog, nositel Nobelovy ceny (* 19. října 1916)
- 7. června – Hugh Hopper, britský baskytarista (* 29. dubna 1945)
- 8. června – Omar Bongo, gabonský prezident (* 30. prosince 1935)
- 10. června – Jack Nimitz, americký jazzový saxofonista (* 11. ledna 1930)
- 17. června – Ralf Dahrendorf, německo-britský sociolog, politolog, filozof a politik (* 1. května 1929)
- 18. června – Giovanni Arrighi, italský sociolog a politický ekonom (* 7. července 1937)
- 20. června – Nedá Ághá-Soltán, Íránka zastřelená v Teheránu během protestů proti výsledkům íránských prezidentských voleb (* 23. ledna 1983)
- 25. června
  - Farrah Fawcett, americká herečka (* 2. února 1947)
  - Michael Jackson, americký zpěvák a skladatel (* 29. srpna 1958)
- 1. července
  - Anna Karen Morrow, americká herečka (* 20. září 1914)
  - Karl Malden, americký herec (* 22. března 1912)
- 6. července
  - Vasilij Aksjonov, ruský spisovatel (* 18. srpna 1932)
  - Robert McNamara, ministr obrany USA (* 9. června 1916)
- 13. července – Uma Aaltonenová, finská spisovatelka, novinářka a europoslankyně (* 28. srpna 1940)
- 15. července – Julius Shulman, americký fotograf (* 10. října 1910)
- 17. července
  - Me'ir Amit, izraelský ministr dopravy, náčelník Amanu a ředitel Mosadu (* 17. března 1921)
  - Leszek Kołakowski, polsko-britský filozof a historik idejí (* 23. října 1927)
  - Jean Margéot, mauricijský kardinál (* 3. února 1916)
- 18. července – Henry Allingham, britský voják, veterán první světové války (* 6. června 1896)
- 20. července
  - Frank McCourt, americký spisovatel irského původu (* 19. srpna 1930)
  - Edward T. Hall, americký antropolog (* 16. května 1914)
- 21. července – Heinz Edelmann, německý ilustrátor a designér (* 20. června 1934)
- 23. července – Conyers Herring, americký fyzik (* 15. listopadu 1914)
- 25. července – Harry Patch, britský voják, veterán první světové války (* 17. června 1898)
- 26. července – Merce Cunningham, americký choreograf moderního tance (* 16. dubna 1919)
- 27. července
  - George Russell, americký klavírista a skladatel (* 23. června 1923)
  - Aeronwy Thomas, britská překladatelka (* 3. března 1943)
- 29. července – Dina Gottliebová, americká výtvarnice (* 21. ledna 1923)
- 31. července – Bobby Robson, anglický fotbalista a fotbalový trenér (* 18. února 1933)
- 1. srpna – Corazon Aquinová, filipínská prezidentka (* 25. ledna 1933)
- 3. srpna
  - Charles Gwathmey, americký architekt (* 19. června 1938)
  - Nikolaos Makarezos, řecký politik a armádní velitel (* 1919)
- 5. srpna – Budd Schulberg, americký spisovatel a scenárista (* 27. března 1914)
- 6. srpna
  - Savka Dabčević-Kučar, chorvatská politička a ekonomka (* 6. prosince 1923)
  - Riccardo Cassin, italský horolezec a zlepšovatel horolezeckého vybavení (* 2. ledna 1909)
  - John Hughes, americký filmový režisér, scenárista, producent a herec (* 18. února 1950)
  - Willy DeVille, americký hudebník (* 25. srpna 1950)
- 8. srpna – Daniel Jarque, španělský fotbalista (* 1. ledna 1983)
- 12. srpna
  - Rashied Ali, americký jazzový bubeník (* 1. července 1935)
  - José Asenjo Sedano, španělský novinář, spisovatel a právník (* 12. dubna 1930)
- 13. srpna – Les Paul, americký jazzový kytarista, vynálezce, průkopník vývoje elektrické kytary (* 9. června 1915)
- 14. srpna – Robert Büchler, slovensko-izraelský historik (* 1. ledna 1929)
- 17. srpna – Grażyna Millerová, polská básnířka (* 29. ledna 1957)
- 18. srpna – Kim Te-džung, jihokorejský prezident (* 6. ledna 1924)
- 20. srpna – Larry Knechtel, americký kytarista a hráč na klávesové nástroje (* 4. srpna 1940)
- 23. srpna – Pierre Samuel, francouzský matematik (* 12. září 1921)
- 24. srpna – Toni Sailer, rakouský lyžař, herec a zpěvák (* 17. listopadu 1935)
- 25. srpna – Edward Kennedy, americký politik (* 22. února 1932)
- 27. srpna – Sergej Vladimirovič Michalkov, ruský dramatik, spisovatel a autor textu ruské hymny (* 13. března 1913)
- 31. srpna – Barry Flanagan, velšský sochař (* 11. ledna 1941)
- 2. září – Guy Babylon, americký klávesista a hudební skladatel (* 20. prosince 1956)
- 8. září
  - Mike Bongiorno, americký a italský televizní moderátor (* 26. května 1924)
  - Aage Niels Bohr, dánský fyzik, nositel Nobelovy ceny (* 19. června 1922)
- 11. září
  - Gertrude Baines, od ledna 2009 nejstarší člověk na světě (* 6. dubna 1894)
  - Jim Carroll, americký básník a hudebník (* 1. srpna 1949)
  - Willy Ronis, francouzský fotograf (* 14. srpna 1910)
  - Juan Almeida Bosque, kubánský revolucionář (* 17. února 1927)
- 12. září
  - Norman Borlaug, americký agronom, nositel Nobelovy ceny (* 25. března 1914)
  - Jack Kramer, americký tenista (* 1. srpna 1921)
- 14. září
  - Darren Sutherland, irský profesionální boxer (* 18. dubna 1982)
  - Patrick Swayze, americký herec a tanečník (* 18. srpna 1952)
- 16. září – Filip Nikolic, francouzský herec a zpěvák, člen skupiny 2Be3 (* 1. září 1974)
- 29. září
  - Anu Kaipainen, finská spisovatelka (* 14. března 1933)
  - Pavel Popovič, sovětský vojenský letec a kosmonaut (* 5. října 1930)
- 1. října – Othar Čiladze, gruzínský básník a romanopisec (* 20. března 1933)
- 2. října
  - Nat Finkelstein, americký fotograf a fotožurnalista (* 16. ledna 1933)
  - Marek Edelman, polský lékař a bojovník v povstání ve varšavském ghettu židovského původu (* 19. září 1919)
- 3. října – Robert Kirby, britský hudebník (* 16. dubna 1948)
- 4. října
  - Veikko Huovinen, finský spisovatel (* 7. května 1927)
  - Günther Rall, německý letec, stíhací eso Luftwaffe během druhé světové války (* 10. března 1918)
  - Bernhard Gröschel, německý jazykovědec, slavista a vysokoškolský pedagog (* 19. července 1939)
- 7. října – Irving Penn, americký fotograf (* 16. června 1917)
- 8. října – Abu Talib, americký kytarista (* 24. února 1939)
- 12. října
  - Dickie Peterson, americký baskytarista a zpěvák (* 12. září 1946)
  - Bruno Beger, německý nacistický antropolog (* 27. dubna 1911)
- 13. října – Al Martino, americký zpěvák a herec italského původu (* 7. října 1927)
- 17. října – Brian Vickery, britský informační vědec (* 11. září 1918)
- 22. října – Pierre Chaunu, francouzský historik (* 17. srpna 1923)
- 25. října – Lawrence Halprin, americký zahradní architekt (* 1. července 1916)
- 1. listopadu – Claude Lévi-Strauss, francouzský antropolog a filozof (* 28. listopadu 1908)
- 2. listopadu – Amir Pnueli, izraelský informatik (* 22. dubna 1941)
- 3. listopadu – Francisco Ayala, španělský spisovatel (* 16. března 1906)
- 4. listopadu – Roman Moravec, československý atlet (výškař) slovenské národnosti (* 30. prosince 1950)
- 8. listopadu – Vitalij Lazarevič Ginzburg, ruský fyzik, nositel Nobelovy ceny (* 4. října 1916)
- 10. listopadu – Robert Enke, německý fotbalista (* 24. srpna 1977)
- 13. listopadu – Armen Tachtadžjan, arménský botanik (* 10. června 1910)
- 15. listopadu – Pierre Harmel, belgický premiér (* 16. března 1911)
- 16. listopadu – Jeff Clyne, britský baskytarista a kontrabasista (* 29. ledna 1937)
- 18. listopadu – Jeanne-Claude, francouzská výtvarnice (* 13. června 1935)
- 21. listopadu – Konstantin Feoktistov, ruský (sovětský) vědec a kosmonaut (* 7. února 1926)
- 26. listopadu – Sam Haskins, jihoafrický fotograf (* 11. listopadu 1926)
- 29. listopadu – Robert Holdstock, britský spisovatel fantasy literatury (* 2. srpna 1948)
- 30. listopadu – Milorad Pavić, srbský spisovatel (* 15. října 1929)
- 2. prosince – Eric Woolfson, britský hudebník, člen skupiny The Alan Parsons Project (* 18. března 1945)
- 4. prosince
  - Stephen Edelston Toulmin, anglický filozof vědy (* 25. března 1922)
  - Vjačeslav Tichonov, ruský herec (* 8. února 1928)
- 5. prosince
  - Alfred Hrdlicka, rakouský sochař a politik (* 27. února 1928)
  - Jim Rohn, americký motivátor, řečník a spisovatel (* 25. září 1930)
- 8. prosince – Yosef Hayim Yerushalmi, americký historik (* 20. května 1932)
- 9. prosince – Hasan Tuhamí, místopředseda vlády Egypta (* 26. dubna 1923)
- 12. prosince
  - Klavdija Bojarskichová, sovětská běžkyně na lyžích, olympijská vítězka (* 11. listopadu 1939)
  - Norbert Auerbach, česko-americký filmový producent (* 4. listopadu 1922)
- 13. prosince – Paul A. Samuelson, americký ekonom, nositel Nobelovy ceny (* 15. května 1915)
- 17. prosince – Jennifer Jones, americká herečka (* 2. března 1919)
- 19. prosince – ájatolláh Hosejn Alí Montazerí, íránský duchovní, teolog, filozof a bojovník za lidská práva (* 1922)
- 20. prosince – Brittany Murphyová, americká herečka a zpěvačka (* 10. listopadu 1977)
- 22. prosince – Kim Peek, americký autista, který byl inspirací pro film Rain Man (* 11. listopadu 1951)
- 23. prosince
  - Feocharij Kessidi, řecký historik filozofie (* 13. března 1920)
  - Edward Schillebeeckx, belgický teolog a dominikán (* 12. listopadu 1914)
- 24. prosince – Gero von Wilpert, německý spisovatel a literární teoretik (* 13. března 1933)
- 27. prosince – Soňa Kovačevičová, slovenská etnografka (* 12. prosince 1921)
- 29. prosince – Katherine Terrell Švejnarová, americká profesorka ekonomie, manželka Jana Švejnara (* 25. ledna 1950)
- 30. prosince
  - Petr Seiiči Širajanagi, japonský arcibiskup Tokia, kardinál (* 17. června 1928)
  - Abdurrahman Wahid, prezident Indonésie (* 7. září 1940)
  - Rowland S. Howard, australský kytarista a zpěvák (* 24. října 1959)

## Hlavy států

Prezidentem USA se stal Barack Obama

V tomto seznamu jsou uvedeni pouze představitelé nejvýznamnějších států.
- Belgie – král Albert II. (1993–2013)
- Brazílie – prezident Luiz Inácio Lula da Silva (2003–2010)
- Čínská lidová republika – prezident Chu Ťin-tchao (2003–2013)
- Česko – prezident Václav Klaus (2003–2013)
- Dánsko – královna Markéta II. (1972–2024)
- Egypt – prezident Husní Mubárak (1981–2011)
- Francie – prezident Nicolas Sarkozy (2007–2012)
- Indie – prezidentka Pratibha Pátilová (2007–2012)
- Itálie – prezident Giorgio Napolitano (2006–2015)
- Izrael – prezident Šimon Peres (2007–2014)
- Japonsko – císař Akihito (1989–2019)
- Jihoafrická republika
  - prezident Kgalema Motlanthe (2008–2009)
  - prezident Jacob Zuma (2009–2018)
- Kanada – generální guvernérka Michaëlle Jeanová (2005–2010)
- Maďarsko – prezident László Sólyom (2005–2010)
- Mexiko – prezident Felipe Calderón (2006–2012)
- Německo – prezident Horst Köhler (2004–2010)
- Nizozemsko – královna Beatrix (1980–2013)
- Polsko – prezident Lech Kaczyński (2005–2010)
- Rakousko – prezident Heinz Fischer (2004–2016)
- Rusko – prezident Dmitrij Medveděv (2008–2012)
- Slovensko – prezident Ivan Gašparovič (2004–2014)
- Spojené království – královna Alžběta II. (1952–2022)
- Spojené státy americké
  - prezident George W. Bush (2001–2009)
  - prezident Barack Obama (2009–2017)
- Španělsko – král Juan Carlos I. (1975–2014)
- Turecko – prezident Abdullah Gül (2007–2014)
- Ukrajina – prezident Viktor Juščenko (2005–2010)
- Vatikán – papež a suverén Vatikánu Benedikt XVI. (2005–2013)

## Ostatní
Rok 2009 je Mezinárodním rokem goril, Mezinárodním rokem usmíření, Mezinárodním rokem přírodních vláken a Mezinárodním rokem astronomie.

### Fikce
Do roku 2009 je zasazen děj z filmu Freejack (1992).